# 진 헌후
진 헌후(晉獻侯)는 중국 서주 시대 진나라 제8대 임금이다. 이름은 《사기》 진세가와 12제후연표에서 모두 적(籍)이라고 하며, 《계본》(《세본》)에서는 소(蘇)라고 한다. 북조 진후묘 중에서 '진후 소(穌)'의 명문이 나온 묘가 있으므로, 적은 고대 한어에서 발음이 비슷한 소의 오자로 여겨진다. 같은 묘에서 '晉侯?'가 만든 청동기도 출토되었는데, ?에 해당하는 문자를 진 문후의 휘 구(仇)와 음이 통하는 구(咎)나 뜻이 통하는 필(匹)로 읽는 학설도 있지만, (臣+斤)으로 보고 진후 소의 자로 추정하기도 한다.

## 생애
아버지 진 희후 사도의 뒤를 이어 진후가 되었으며, 재위 11년 만에 죽어 아들 진 목후가 즉위했다.

## 사적
북조 진후묘에서 도굴됐다가 발견된 서주 후기의 유물 진후소편종에는 진후 소가 주왕과 함께 원정하여 공을 세우고 주왕에게 포상을 받은 것을 기념하는 명문이 새겨져 있으며, 학계 절대다수가 이 진후 소를 진 헌후로 여긴다. 명문에서 진후 소는 주왕을 따라 원정하여, 숙나라를 쳐 무찌르고, 훈성((勹+熏)城)을 함락했으며, 귀족 자제들로 구성된 부대와 마차대를 거느리고 이족을 추격하여 요렬(淖列)에서 무찔렀다. 이 공으로 주왕이 진후에게 양보(揚父)를 보증 삼아 하사품을 내렸고, 진후는 이를 찬양하고자 종을 만들었다고 기록되었다.
이 명문에 따르면 진후 소가 주왕 33년에 함께 원정했는데, 서주의 왕 중 기년 33년이 있는(곧 재위 기간이 33년을 넘는) 인물은 서주 여왕과 서주 선왕뿐이지만 주여왕 33년(기원전 846년)이나 주선왕 33년(기원전 795년) 어느 것도 《사기》 진세가에 기록된 진헌후의 재위 연대(기원전 822년 ~ 기원전 812년)와 일치하지 않아 학자들은 이 문제를 두고 다양한 학설을 내놓았다. 명문에 새겨진 날짜들이 주여왕 33년과 일치하기 때문에 진세가를 부정하고 원정이 주여왕 33년에 일어났다는 설, 원정은 주여왕 33년이 맞으나 진후 소가 원정 당시에는 진후가 아니라 진나라 공자로서 귀족 자제를 이끌고 원정해 편종을 받았으며 진후로 즉위한 후에 종에 명문을 새겼다는 설이 있다. 또 주선왕 대의 주요한 싸움인 천무 싸움이 《사기》 12제후연표에서는 주선왕 26년, 《국어》와 《사기》 주본기에서는 주선왕 39년으로 기록된 점을 들어 주선왕의 기년을 즉위로 두는 것과 공화 원년으로 두는 두 가지가 있다고 주장하고(공화 원년과 주선왕 즉위년은 14년 차이가 난다), 원정은 주선왕 33년에 일어났으되 이는 공화 원년(기원전 841년)부터 센 것으로 기원전 809년에 일어난 원정이라고 주장하는 설이 있다. 이때는 진헌후의 재위 기간이 아니고 그 다음 대인 진 목후 3년인데, 이 설을 주장한 王占奎는 진목후 다음의 임금인 상숙이 비정통 군주이므로 그 재위 기간이 선대 목후나 후대 진 문후 기간에 포함되어 사마천이 두 번 셌을 가능성을 제기했다. 만약 진상숙의 재위 기간이, 노백어의 재위 기간(노효공 1 ~ 11년)과 마찬가지로 실제로는 진문후 1 ~ 4년이면, 진상숙 이전의 임금들의 재위 기간이 후세로 끌려와, 기원전 809년은 진헌후 10년이 되어 진헌후가 원정에 참여하는 것이 가능해진다. 그리고 명문에 새겨진 날짜들이 기원전 809년에도 일치한다.
이 진후 소의 원정은 당시 주 왕실이 서주 의왕 이후로 권위를 상실하고, 동방의 대 제후국 제나라와 노나라가 주 왕실의 질서에서 이탈하려는 움직임을 보이는 반면, 진나라는 주왕이 동쪽으로 원정하는데 동방의 제후국이 아닌 진나라 군대를 끌어다 쓸 정도로 주나라와 친밀한 관계를 유지하며 주 왕실에 충실히 복종하고 있음을 보여준다.